# Ferraria
Ferraria é um género botânico pertencente à família Iridaceae. Alguns autores incluem o género na subtribo monotípica Ferrariinae da tribo Irideae. 